# Bonnevaux (Doubs)
Bonnevaux ist eine französische Gemeinde mit 420 Einwohnern (Stand: 1. Januar 2022) im Département Doubs in der Region Bourgogne-Franche-Comté.

## Geographie
Bonnevaux liegt auf 845 m über dem Meeresspiegel, etwa 17 Kilometer südwestlich der Stadt Pontarlier (Luftlinie). Das Dorf erstreckt sich im Jura, am südlichen Rand des weiten Hochplateaus von Arlier (Pontarlier-Frasne), beidseits des Drugeon, am Fuß der Höhe von Bonnevaux.
Die Fläche des 16,53 km² großen Gemeindegebiets umfasst einen Abschnitt des französischen Juras. Der nördliche Teil des Gebietes wird vom Hochplateau von Arlier eingenommen, das durchschnittlich auf 840 m liegt. Es ist teils von Wiesland bedeckt, zeigt aber auch größere Moor- und Waldgebiete. Entwässert wird das Gebiet durch den Drugeon, der hier aus der Cluse des Oïes austritt und einen scharfen Bogen nach Nordosten zeichnet, zum Doubs. Früher mäandrierte der Drugeon durch die Moorfläche, heute ist er jedoch weitgehend kanalisiert. Im Nordwesten reicht der Gemeindeboden bis an das Ufer des Moorsees Étang de Frasne, im Nordosten an das Ufer des Lac de l’Entonnoir. Nach Osten erstreckt sich das Gemeindeareal auf einen Ausläufer der Montagne du Laveron (bis 1030 m) und in das Klustal des oberen Drugeon (Cluse des Oïes). Auch die südöstlich des Dorfes gelegene, dicht bewaldete Höhe von Bonnevaux, die in geologisch-tektonischer Hinsicht eine Antiklinale des Faltenjuras bildet, gehört zur Gemeinde. Hier wird mit 1097 m die höchste Erhebung von Bonnevaux erreicht.
Nachbargemeinden von Bonnevaux sind Frasne und Bouverans im Norden, Vaux-et-Chantegrue im Südosten, Mignovillard im Südwesten sowie Bief-du-Fourg im Westen.

## Geschichte
Die Ortschaft wird im Mittelalter unter den latinisierten Namen Bona vallis (gutes Tal) erwähnt. Im Mittelalter gehörte Bonnevaux zur Herrschaft La Rivière, die den Herren von Chalon unterstand. Zusammen mit der Franche-Comté gelangte das Dorf mit dem Frieden von Nimwegen 1678 an Frankreich. Seit 2003 ist Bonnevaux Mitglied des 10 Ortschaften umfassenden Gemeindeverbandes Communauté de communes du Plateau de Frasne et du Val du Drugeon.

## Sehenswürdigkeiten
Das Château ist ein Herrschaftssitz aus dem 18. Jahrhundert und dient heute als Ferienkolonie. Im Ortskern sind verschiedene traditionelle Bauernhäuser des Haut-Doubs aus dem 18. und 19. Jahrhundert erhalten, darunter die Pastorale, die ein Heimatmuseum beherbergt.

## Bevölkerung
Mit 420 Einwohnern (1. Januar 2022) gehört Bonnevaux zu den kleinen Gemeinden des Département Doubs. Nachdem die Einwohnerzahl in der ersten Hälfte des 20. Jahrhunderts markant abgenommen hatte (1896 wurden noch 403 Personen gezählt), wurde seit Mitte der 1970er Jahre wieder ein leichtes Bevölkerungswachstum verzeichnet.
| Jahr                       | 1962 | 1968 | 1975 | 1982 | 1990 | 1999 | 2009 | 2016 |
| -------------------------- | ---- | ---- | ---- | ---- | ---- | ---- | ---- | ---- |
| Einwohner                  | 263  | 246  | 218  | 230  | 224  | 260  | 346  | 379  |
| Quellen: Cassini und INSEE |      |      |      |      |      |      |      |      |

## Wirtschaft und Infrastruktur
Bonnevaux war bis weit ins 20. Jahrhundert hinein ein vorwiegend durch die Landwirtschaft, insbesondere Milchwirtschaft und Viehzucht, sowie durch die Forstwirtschaft geprägtes Dorf. Daneben gibt es heute einige Betriebe des Kleingewerbes, darunter eine Sägerei. Mittlerweile hat sich das Dorf auch zu einer Wohngemeinde gewandelt. Viele Erwerbstätige sind Wegpendler, die in den größeren Ortschaften der Umgebung ihrer Arbeit nachgehen.
Als Erholungsort in einem beliebten Ausflugsgebiet im Hochjura profitiert Bonnevaux heute auch vom Tourismus. Die Gemeinde ist hauptsächlich auf den Wintertourismus ausgerichtet. Von Bedeutung sind der nordische Skisport (Langlauf) aber auch der alpine Skisport. Am Hang südlich des Dorfes ist bei guter Schneelage ein Skilift in Betrieb.
Die Ortschaft liegt abseits der größeren Durchgangsstraßen an einer Departementsstraße, die von Frasne nach Labergement-Sainte-Marie führt. Weitere Straßenverbindungen bestehen mit La Rivière-Drugeon, Censeau und Remoray-Boujeons.